# 오무시촌
오무시촌(大虫村)은 후쿠이현 뉴군에 있던 촌이다. 현재는 에치젠시시 중심부에서 서쪽의 접경 지역에 해당한다.

## 역사
- 1889년 4월 1일 - 정촌제 시행에 의해 14개 촌의 구역을 가지고 오무시촌이 성립하였다.
- 1950년 11월 1일 - 에치젠시에 편입해, 동일 오무시촌은 폐지되었다.

## 참고문헌
- 角川日本地名大辞典 18 福井県